# 19801 Karenlemmon
19801 Karenlemmon este un asteroid din centura principală de asteroizi.

## Descriere
19801 Karenlemmon este un asteroid din centura principală de asteroizi. A fost descoperit pe 1 septembrie 2000 la Socorro, New Mexico, în cadrul proiectului LINEAR. Asteroidul prezintă o orbită caracterizată de o semiaxă mare de 2,87 ua, o excentricitate de 0,08 și o înclinație de 1,4° în raport cu ecliptica.